# Oxacephem

Latamoxef

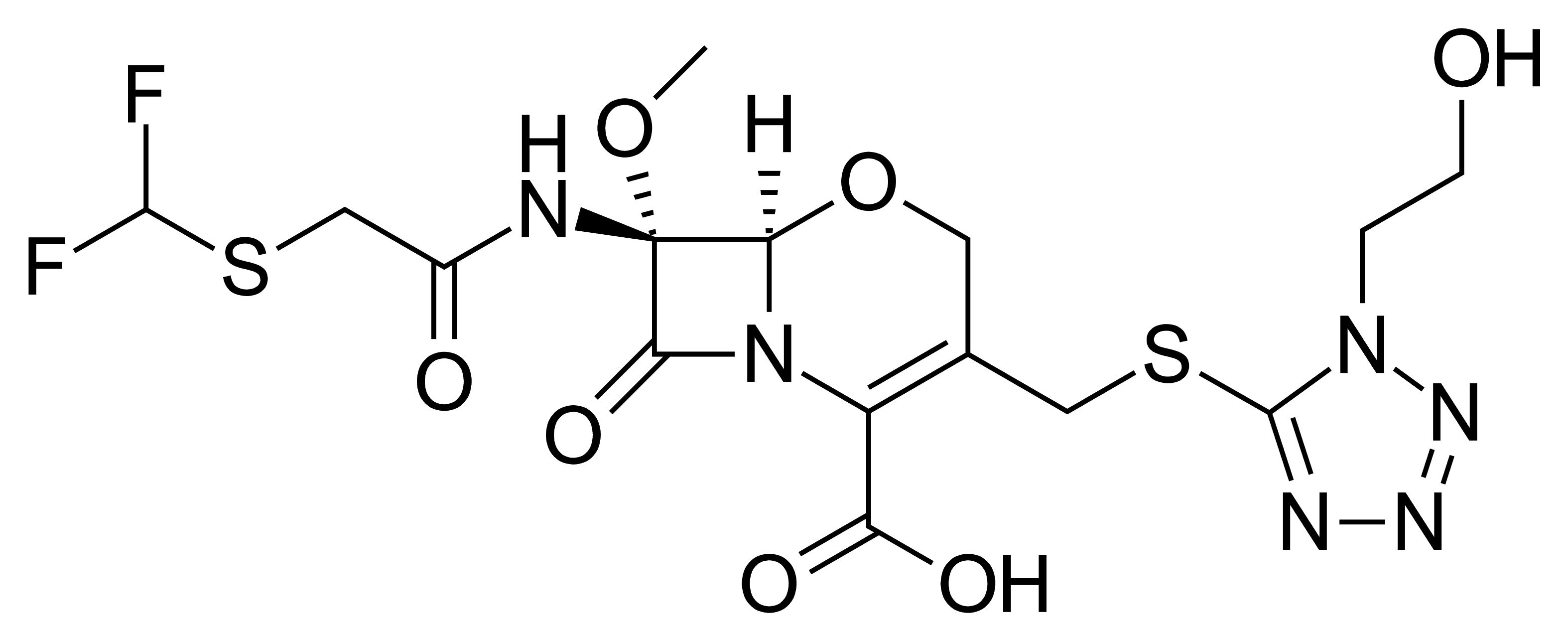
Flomoxef

Một oxacephem là một phân tử tương tự như một cephem, nhưng với oxy thay thế cho lưu huỳnh. Chúng là những hợp chất tổng hợp không thấy trong tự nhiên. Các ví dụ bao gồm moxalactam  và flomoxef.